# Mesocapnia arizonensis
Mesocapnia arizonensis är en bäcksländeart som först beskrevs av Baumann och Gaufin 1969.  Mesocapnia arizonensis ingår i släktet Mesocapnia och familjen småbäcksländor. Inga underarter finns listade i Catalogue of Life.